# Borup-stenen
Borup-stenen er en runesten, som blev fundet i 1995 ved omlægningen af stenbrolægningen omkring Borup Kirke nord for Randers. Den lå som tærskelsten under norddøren med runesiden opad. Borup-stenen er fundet i det område af Danmark, hvor der er rejst flest runesten i den sene vikingetid omkring 970-1020 e.Kr., nemlig i området mellem Randers, Hobro og Viborg. Her er rejst omkring 30 runesten. Borup ligger nord for Randers, og nogle af de nærmestliggende runesten er Asferg-stenen og Runestenen Spentrup 1.

## Indskrift
| Translitteration | asi : risþi : stin : þansi : iftiR : þurkut : faþur : sin : bufa : sun : bistat : þikn |
| Transskription   | Asi/Æsi resþi sten þænsi æftiR Þorgot, faþur sin, Bofa sun, bæstan(?) þægn.            |
| Oversættelse     | Asi (Æsi) rejste denne sten efter Thorgot, sin fader, Boves søn, den bedste(?) thegn.  |

Det er muligt, at den 'Bove', som nævnes i indskriften er den samme, som har grundlagt byen Borup – 'Boves torp'.